# 貝吉尼什島
貝吉尼什島是愛爾蘭的島嶼，由凱里郡負責管轄，位於大西洋海域，長2公里、寬1.2公里，面積0.99平方公里，最高點海拔高度64米，主要經濟活動有牧羊業和小型林業，島上無人居住。

## 外部連結
- Short documentary about 2010 Beginish Island Swim （页面存档备份，存于）
- Beginish Archaeology（页面存档备份，存于）

51°56′N 10°18′W / 51.933°N 10.300°W